# Bikini blanc d'Ursula Andress

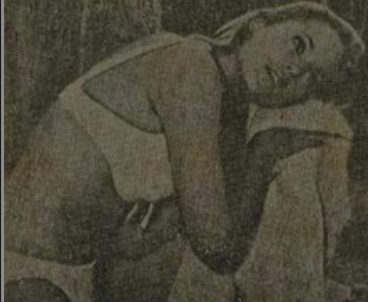
Ursula Andress en 1967

Le bikini blanc porté par Ursula Andress dans le film James Bond 007 contre Dr. No (1962) est reconnu comme le bikini le plus célèbre de tous les temps. La scène où Andress dévoile celui-ci, alors qu'elle joue la Bond girl Honeychile Rider émergeant de la mer en chantant sur une plage de pays tropical, est considérée comme un moment emblématique de l'histoire du cinéma et de la mode,,,.
La partie inférieure du bikini comporte une large ceinture blanche de l'armée britannique avec des boucles et des raccords en laiton, ainsi qu'un fourreau sur le côté gauche pour contenir un grand couteau.

## Histoire
Le premier bikini avait été porté lors d'un défilé de mode à Paris en 1946, mais à ce moment et au cours des années 1950, le bikini est considéré comme un tabou.
Le bikini d'Andress arrive à un moment clé de l'histoire de la mode féminine, dans les années 1960, à la « naissance de la révolution sexuelle ».
Dans la scène correspondante du roman source (1958), le personnage d'Honeychile Rider ne porte qu'une ceinture en cuir avec un fourreau, et pas de bikini,.
Ursula Andress conçoit le bikini avec la costumière Tessa Prendergast. Andress affirme que lorsqu'elle est arrivée en Jamaïque pour le tournage, aucun costume n'était prêt. Elle aurait donc travaillé avec le réalisateur Terence Young et la costumière pour créer quelque chose qui corresponde à sa silhouette,. Le bikini ceinturé en coton couleur ivoire n'aurait été fait qu'en un seul exemplaire,,.
En 2001, Andress met en vente le fameux bikini, affirmant l'avoir trouvé dans un grenier. Le costume a rapporté 41 125 livres sterling (£). Il est à nouveau mis aux enchères en novembre 2020,,,.

## Réception
« Ce bikini a fait de moi un succès. Grâce à mon rôle dans Dr. No en tant que première Bond girl, j'ai eu la liberté de choisir mes futurs rôles. et devenir financièrement indépendante »

— Ursula Andress, Former Bond girl to sell Dr No bikini
Le bikini d'Andress dans Dr. No est reconnu comme le bikini le plus connu de tous les temps, ayant créé un moment emblématique de l'histoire du cinéma et de la mode,. Le moment où Andress émerge de la mer en bikini blanc a été cité parmi les plus grands moments du cinéma et l'un des plus érotiques. Ainsi, lors d'une enquête britannique réalisée en 2003 par Channel 4, il a été élu numéro un des « 100 plus grands moments sexy » du cinéma,. Depuis, la scène a été largement imitée et parodiée à l'écran.
À la suite de la diffusion du film, les ventes de bikini deux pièces ont explosé. Dans une enquête menée auprès de 1 000 femmes pour célébrer le 60e anniversaire du bikini, Ursula Andress dans son bikini blanc a été élue « La Déesse ultime du bikini »,,.

## Hommage
Le bikini et la scène du Dr No d'Andress sortant de l'eau ont été imités par Heather Graham dans une scène d'Austin Powers : L'espion qui m'a baisé. Il a également été imité par Halle Berry, qui portait un bikini orange avec une ceinture à outils dans le film de James Bond de 2002 Meurs un autre jour.
Lorsque Daniel Craig reprend le rôle de James Bond dans le film Casino Royale de 2006, il apparaît dans une scène similaire, émergeant de l'océan vêtu d'un maillot de bain bleu pâle. Ce plan de treize secondes, abondamment utilisé lors de la promotion du film et axé sur le corps de Bond plutôt que sur celui d'une Bond Girl, a été largement interprété comme un rappel d'Andress dans Dr. No, bien que Craig affirme que la ressemblance ne lui est pas venue à l'esprit jusqu'à ce qu'il a été filmé,.
Dans l'épisode Bond, du drame policier de la BBC Radio Trueman et Riley (en), le bikini est le bien précieux d'un collectionneur et marchand de souvenirs de James Bond dans un hôtel accueillant une convention Bond.